# Mavilayi
Mavilayi è una suddivisione dell'India, classificata come census town, di 11.953 abitanti, situata nel distretto di Kannur, nello stato federato del Kerala. In base al numero di abitanti la città rientra nella classe IV (da 10.000 a 19.999 persone).

## Geografia fisica
La città è situata a 11° 50' 28 N e 75° 27' 54 E.

## Società

### Evoluzione demografica
Al censimento del 2001 la popolazione di Mavilayi assommava a 11.953 persone, delle quali 5.646 maschi e 6.307 femmine. I bambini di età inferiore o uguale ai sei anni assommavano a 1.246, dei quali 616 maschi e 630 femmine. Infine, coloro che erano in grado di saper almeno leggere e scrivere erano 10.085, dei quali 4.917 maschi e 5.168 femmine.